# Mecostibus pinivorus
Mecostibus pinivorus is een rechtvleugelig insect uit de familie Lentulidae. De wetenschappelijke naam van deze soort is voor het eerst geldig gepubliceerd in 1975 door Whellan.